# Down-hole
La prova down-hole è una tecnica sismica per la determinazione delle proprietà fisico-meccaniche dei terreni; in particolare permette di determinare la velocità di propagazione delle onde sismiche di volume, di compressione e di taglio a diverse profondità, misurando il tempo che tali onde impiegano nel tragitto tra la sorgente (in superficie) e il ricevitore (posto all'interno di un foro opportunamente predisposto), e di ricavare i parametri dei terreni attraversati.
La prova consiste nel produrre una perturbazione nella sorgente e misurare il tempo di arrivo delle onde alle varie profondità all'interno del foro. Si utilizzano una stazione di acquisizione (costituita da un sismografo e un dispositivo trigger), un sistema di ricezione (uno o più geofoni inseriti in un opportuno foro di sondaggio) e una sorgente di battute (costituita da una struttura metallica del tipo a pendolo formata da un martello che batte su una piastra metallica).
La prova è impiegata per la caratterizzazione geotecnica del sottosuolo allo scopo di individuarne le proprietà (ad esempio il coefficiente di Poisson, il modulo di taglio, il modulo di compressibilità edometrica, il modulo di Young, il modulo di compressibilità  volumetrica) al fine di ottenere una ricostruzione sismostratigrafica del terreno da utilizzare per gli impieghi più svariati, quali quelli previsti dalla normativa tecnica sulle costruzioni.